# Mittel- und nordösterbottnische Dialekte

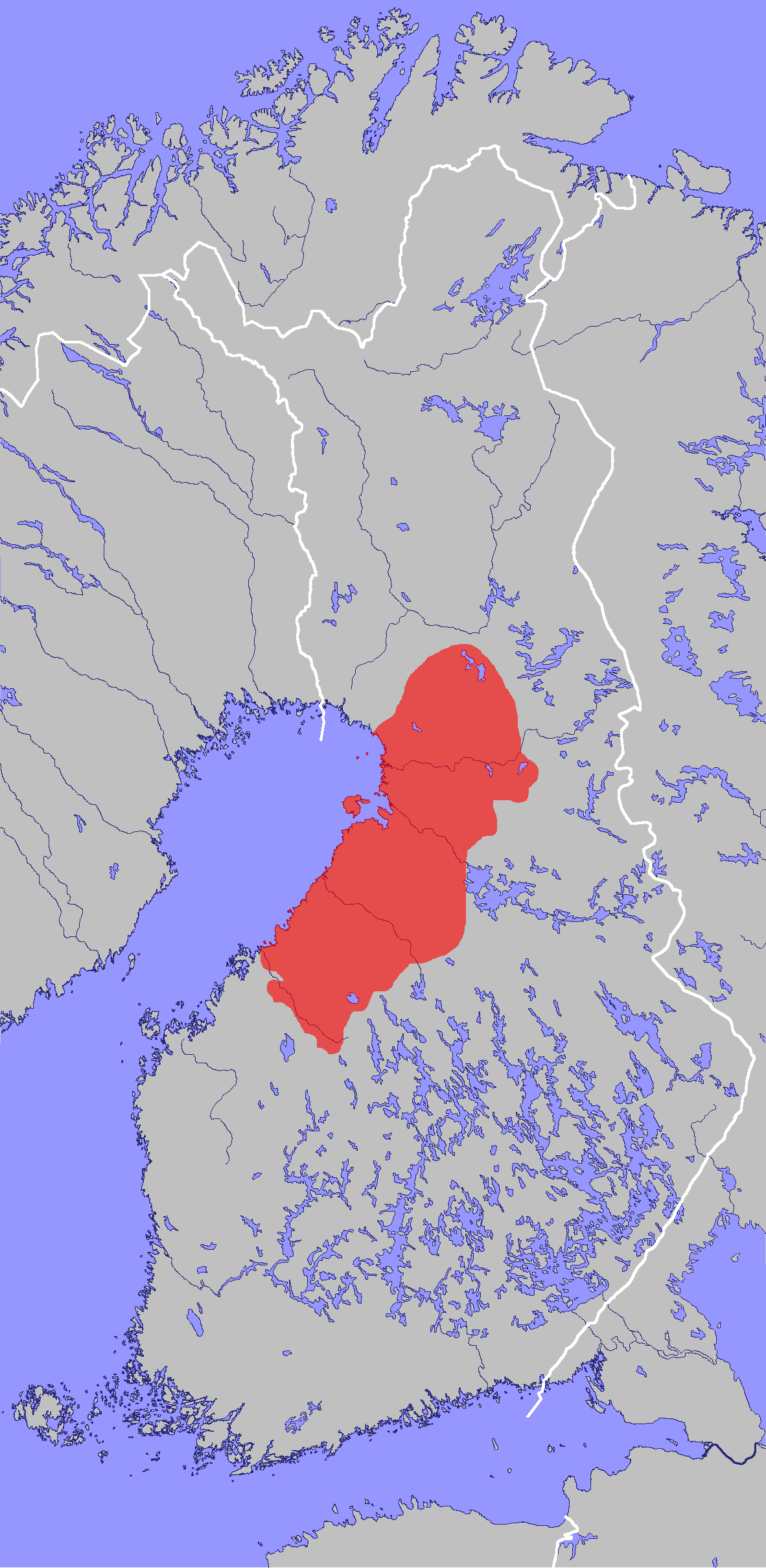
Verbreitungsgebiet der mittel- und nordösterbottnischen Dialekte

Die mittel- und nordösterbottnischen Dialekte (finn. keski- ja pohjoispohjalaiset murteet) sind eine Gruppe von Dialekten der finnischen Sprache. Sie werden zu den westfinnischen Dialekten gezählt, stehen in vielen Bereichen aber auch den ostfinnischen Dialekten nahe.
Ihrem Namen entsprechend sind die mittel- und nordösterbottnischen Dialekte in Mittel- und Nordösterbotten verbreitet. In diesem Gebiet konzentriert sich die Besiedlung hauptsächlich auf die Flusstäler. Das Dialektgebiet ist recht uneinheitlich: Nahezu an jedem Fluss wird ein unterschiedlicher Dialekt gesprochen, die Mundarten am Oberlauf unterscheiden sich von jenen an der Mündung. Nach Osten hin ist der Übergang zu den Savo-Dialekten recht fließend.

## Sprachliche Merkmale
Die Unterschiede zwischen den mittel- und nordösterbottnischen Dialekten und der finnischen Standardsprache sind hauptsächlich phonologischer Natur. Die wichtigsten Merkmale, die die mittel- und nordösterbottnischen Dialekte charakterisieren, sind:
- Ein d der finnischen Schriftsprache ist in den mittel- und nordösterbottnischen Dialekten entweder ausgefallen oder durch den Gleitlaut j ersetzt worden (tehä oder tehjä statt tehdä „machen“). Der Dialekt von Veteli zeigt hingegen wie die meisten westfinnischen Dialekte an dieser Stelle ein r (tehrä).
- Schriftsprachlichem ts entspricht im Süden wie in den Savo-Dialekten ht, im Norden s (mehtä oder messä statt metsä „Wald“).
- Intervokalisches h ist anders als in der Schriftsprache in unbetonter Stellung erhalten geblieben (tupahan statt tupaan „in die Stube“).